# Рольф Вютріх
Рольф Вютріх (нім. Rolf Wüthrich, 4 вересня 1938 — 15 червня 2004) — швейцарський футболіст, що грав на позиції нападника.
Виступав, зокрема, за клуби «Цюрих», «Грассгоппер» та «Янг Бойз», а також національну збірну Швейцарії, з якою був учасником чемпіонату світу 1962 року.

## Клубна кар'єра
У дорослому футболі дебютував 1957 року виступами за команду «Цюрих», в якій провів чотири сезони.
У сезоні 1961/1962 захищав кольори клубу "Серветт, виборовши титул чемпіона Швейцарії, після чого перейшов у «Грассгоппер». Відіграв за команду з Цюриха наступні два сезони своєї ігрової кар'єри.
Протягом сезону 1964/65 років захищав кольори західнонімецького клубу «Нюрнберг». Вютріх дебютував у Бундеслізі в 6 турі в матчі проти «Мюнхена 1860» (0:2), а свій перший гол забив 5 грудня 1964 року в домашній грі проти діючого чемпіона «Кельна» (3:0). Загалом за сезон у 14 іграх він забив 3 голи і закріпитись в команді, яка посіла 6 місце не зумів.
В результаті 1965 року Вютріх повернувся на батьківщину, ставши гравцем клубу «Янг Бойз», у складі якого провів наступні три роки своєї кар'єри гравця, а завершив ігрову кар'єру у команді «Люцерн», за яку виступав протягом сезону 1968/69 років.

## Виступи за збірну
20 листопада 1960 року дебютував в офіційних іграх у складі національної збірної Швейцарії в матчі кваліфікації на чемпіонат світу 1962 року проти Бельгії (4:2). Загалом зігравши у 5 іграх відбору і відзначившись голом у зустрічі за Швецією (2:1), Вютріх допоміг команді кваліфікуватись на «мундіаль».
На самому чемпіонаті світу 1962 року у Чилі, на якому провів всі три гри — з Чилі (1:3), де забив гол, ФРН (1:2) та Італією (0:3), але команда їх всі програла і посіла останнє місце у групі.
Свій останній міжнародний матч він провів 2 травня 1965 року проти Албанії (1:0) в Лозанні. Загалом протягом кар'єри у національній команді, яка тривала 6 років, провів у її формі 13 матчів, забивши 2 голи.
Помер 15 червня 2004 року на 66-му році життя.

## Титули і досягнення
- Чемпіон Швейцарії (1):

«Серветт»: 1961–62